# Casa Pia AC
Casa Pia Atlético Clube  – portugalski klub piłkarski zlokalizowany w Lizbonie. Powstał w 1920 roku. Od sezonu 2022/23 zespół występuje w Primeirze Lidze.

## Historia

### XX wiek i początki XXI wieku
Pierwszy sezon na najwyższym szczeblu rozgrywkowym Casa Pia rozegrała w sezonie 1938/39, w którym to zajęła ostatnią, ósmą pozycję. W późniejszym czasie drużyna z Lizbony balansowała pomiędzy drugim oraz trzecim poziomem rozgrywkowym. Na przełomie XX i XXI wieku miały miejsce również spadki na IV poziom rozgrywkowy, a w sezonie 2006/07 drużyna spadła na V szczebel piłkarski w Portugalii.

### Z V poziomu rozgrywkowego do elity

#### V, IV i III szczebel ligowy (2007–2019)
Na piątym szczeblu Casa Pia spędziła tylko rok wygrywając swoją grupę i awansując do Terceira Divisão (IV poziom rozgrywkowy). Grała tam 2 sezony, kiedy to awansowała na III poziom rozgrywkowy, z którego spadła jednak już po sezonie. Później grała na IV poziomie rozgrywkowym w sezonie 2011/12, po którym to po play-offach awansowała do Segunda Divisão (III poziom ligowy), które rok później w wyniku reformy zmieniło nazwę na Campeonato Nacional de Seniores. W sezonie 2014/15 Casa Pia była blisko awansu do LigiPro (II poziom rozgrywkowy), kiedy najpierw zajęła drugie miejsce w swojej grupie, a później również drugie miejsce w swojej grupie barażowej. Dało jej to możliwość gry o ostatnie miejsce premiowane awansem, jednak w dwumeczu uległa 1:3 klubowi Varzim SC. W następnym sezonie drużyna z Lizbony nawet poprawiła ten wyczyn, wygrywając swoją grupę. Później jednak zajęła drugie miejsce w grupie barażowej i ponownie uległa w dwumeczu promującym do LigiPro. Tym razem uległa jednak zespołowi AD Fafe. W następnych 2 sezonach Casa Pia stała się drużyną kończoną ligę w środku tabeli. Upragniony awans stał się faktem po sezonie 2018/19, kiedy to Casa Pia zajęła drugie miejsce w grupie D oraz wygrała baraże o awans.

#### LigaPro (2019–2022)
Sezon 2019/20 został przedwcześnie zakończony ze względu na pandemię koronawirusa. Pozwoliło to na utrzymanie się zespołowi z Lizbony, ponieważ zajmował on ostatnie miejsce po 24 kolejkach. Lepiej niż w lidze Casapianos poradzili sobie w Pucharze Ligi, w którym debiutowali. W pierwszej rundzie pokonali oni UD Vilafranquense, natomiast w drugiej uporali się z występującą w Primeirze Lidze Boavistą FC 2:0. Pozwoliło to na awans do trzeciej rundy, która była w tamtym sezonie rozgrywana w 4 grupach. Drużyna z Lizbony trafiła do grupy D, gdzie rywalizowała z FC Porto, GD Chaves oraz CD Santa Clarą. Ostatecznie zajęli oni trzecie miejsce wygrywając jedno z trzech spotkań. Następny sezon poszedł już lepiej, gdyż Casa Pia zakończyła rozgrywki 2020/21 na 9. pozycji. Sezon 2021/22 okazał się historyczny dla drużyny z Lizbony, gdyż po ponad 80 latach powróciła ona do portugalskiej elity. Spowodowane było to zdobyciem drugiego miejsca w lidze ze stratą jedynie 2 punktów do mistrza ligi - Rio Ave FC.

### Primeira Liga (2022– )
Pierwszy mecz po powrocie do elity Casa Pia rozegrała 7 sierpnia 2022 roku rozgrywając mecz na Estádio de São Miguel z miejscową CD Santa Clarą. Mecz zakończył się wynikiem 0:0. Pierwszą bramkę po powrocie do elity drużyna z Lizbony zdobyła w 3. kolejce, kiedy to pokonała Boavistę FC 2:0. Gola w 61. minucie zdobył Rafael Martins. Ostatecznie sezon zespół ze stolicy zakończył na 10. miejscu z dorobkiem 41 punktów.
12 stycznia 2023 roku po pokonaniu Vitórii Setúbal, Casa Pia pobiła swój dotychczasowy najlepszy wynik w Pucharze Portugalii dochodząc do ćwierćfinału. W nim uległa jednak zespołowi CD Nacional.

## Występy ligowe w XXI wieku
| sezon   | liga                                      | poziom ligowy | miejsce | punkty | bramki | uwagi                                                           |
| ------- | ----------------------------------------- | ------------- | ------- | ------ | ------ | --------------------------------------------------------------- |
| 2000/01 | Segunda Divisão – grupa południowa        | III           | 13/20   | 52     | 42-35  |                                                                 |
| 2001/02 | Segunda Divisão – grupa południowa        | III           | 6/20    | 53     | 48-49  |                                                                 |
| 2002/03 | Segunda Divisão – grupa południowa        | III           | 18/20   | 34     | 46-65  | spadek                                                          |
| 2003/04 | Terceira Divisão – grupa E                | IV            | 1/18    | 75     | 72-28  | awans                                                           |
| 2004/05 | Segunda Divisão – grupa południowa        | III           | 5/20    | 59     | 56-44  |                                                                 |
| 2005/06 | Segunda Divisão – grupa D                 | III           | 13/16   | 41     | 45-50  | spadek                                                          |
| 2006/07 | Terceira Divisão – grupa E                | IV            | 12/16   | 34     | 32-45  | spadek                                                          |
| 2007/08 | Divisão Honra                             | V             | 1/?     | 67     | 57-31  | awans                                                           |
| 2008/09 | Terceira Divisão – grupa E                | IV            | 4/14    | 41     | 42-28  |                                                                 |
| 2009/10 | Terceira Divisão – grupa E                | IV            | 2/12    | 49     | 38-11  | wygranie grupy mistrzowskiej; awans                             |
| 2010/11 | Segunda Divisão – grupa południowa        | III           | 13/16   | 28     | 37-49  | spadek                                                          |
| 2011/12 | Terceira Divisão – grupa E                | IV            | 6/12    | 33     | 31-23  | trzecie miejsce w grupie mistrzowskiej; awans                   |
| 2012/13 | Segunda Divisão – grupa południowa        | III           | 9/16    | 40     | 30-24  |                                                                 |
| 2013/14 | Campeonato Nacional de Seniores – grupa G | III           | 4/10    | 34     | 25-14  | pierwsze miejsce w grupie spadkowej                             |
| 2014/15 | Campeonato Nacional de Seniores – grupa G | III           | 2/10    | 31     | 18-11  | drugie miejsce w grupie mistrzowskiej; przegrane baraże o awans |
| 2015/16 | Campeonato Nacional de Seniores – grupa G | III           | 1/10    | 35     | 28-12  | drugie miejsce w grupie mistrzowskiej; przegrane baraże o awans |
| 2016/17 | Campeonato Nacional de Seniores – grupa G | III           | 4/10    | 32     | 32-13  | drugie miejsce w grupie spadkowej                               |
| 2017/18 | Campeonato Nacional de Seniores – grupa E | III           | 4/16    | 53     | 50-31  |                                                                 |
| 2018/19 | Campeonato Nacional de Seniores – grupa D | III           | 2/18    | 70     | 69-28  | awans po barażach                                               |
| 2019/20 | LigaPro                                   | II            | 18/18   | 11     | 19-47  | sezon zakończony po 24. kolejce                                 |
| 2020/21 | Liga Portugal 2                           | II            | 9/18    | 43     | 41-46  |                                                                 |
| 2021/22 | Liga Portugal 2                           | II            | 2/18    | 68     | 50-22  | awans                                                           |
| 2022/23 | Primeira Liga                             | I             | 10/18   | 41     | 31-40  |                                                                 |
| 2023/24 | Primeira Liga                             | I             | 9/18    | 38     | 38-50  |                                                                 |
| 2024/25 | Primeira Liga                             | I             | 9/18    | 45     | 39-44  |                                                                 |

## Sukcesy
- Występy na I szczeblu rozgrywkowym (4x): 1938/39, 2022/23, 2023/24, 2024/25
- 3. runda Pucharu Ligi (1x): 2019/20
- Ćwierćfinał Pucharu Portugalii (1x): 2022/23